# The Sheriff of Hope Eternal
The Sheriff of Hope Eternal er en amerikansk stumfilm fra 1921 af Ben F. Wilson.

## Medvirkende
- Jack Hoxie som Drew Halliday
- Marin Sais som Hela Marcale
- Joseph W. Girard som Lowry
- William Dyer som Clayton
- Bee Monson som Marybelle Sawyer
- Theodore Brown
- Wilbur McGaugh